# Reise in die Urzeit
Der Kinderfilm Reise in die Urzeit (Alternativtitel: Dinomania – Reise in die Urwelt, im Original Cesta do pravěku) ist ein tschechoslowakischer Science-Fiction-Film aus dem Jahr 1955.

## Handlung
Die vier Jungen Petr, Jirka, Toník und Jenda machen sich Gedanken über einen versteinerten Trilobiten, den einer von ihnen in der Nähe einer Höhle gefunden hat. Der Jüngste der Gruppe würde gerne ein derartiges Tier in seiner natürlichen Umgebung beobachten. Doch er hat keine Vorstellung von den Zeiträumen, die zwischen der Gegenwart und dem Erdaltertum liegen. Deshalb wollen die drei älteren Jungen mit ihm eine Reise zurück in die Erdgeschichte unternehmen.
Mit einem Ruderboot folgen sie einem Fluss in eine Höhle. Der Fluss symbolisiert im Film den Strom der Zeit, und auf diese Weise gelangen sie zunächst in die letzte Eiszeit. Je weiter sie den Fluss hinabfahren, desto tiefer dringen sie in die Vergangenheit des Planeten Erde ein. Das nächste Ziel der Expedition ist das Tertiär, und danach erleben die vier Jungen eine spannende Fahrt durch das Erdmittelalter. In jeder Zeitepoche treffen sie auf die verschiedensten Tiere und Pflanzen und haben dabei auch einige gefährliche Begegnungen mit räuberischen Lebensformen zu bestehen. Nach einem Zwischenstopp in den Steinkohlenwäldern des Karbon stehen sie schließlich am Ende ihrer Erkundungstour im Silur an der Küste eines urzeitlichen Meeres, wo sie tatsächlich einen lebenden Trilobiten entdecken.

## Darstellung der prähistorischen Welten
Der Film vermittelt Einblicke in die Entwicklungsgeschichte der Erde auf dem zeitgenössischen Stand der Paläontologie der 1950er-Jahre. Als Tricktechnik zur Erschaffung der Dinosaurier und anderer prähistorischer Tiere wurden unter anderem Stop-Motion sowie Zeichentrickeffekte eingesetzt. Über die Entstehung des Films wurde auch eine Dokumentation gedreht.
Die Darstellung der urzeitlichen Natur, insbesondere der Tiere, orientierte sich weitgehend an den Vorbildern der wissenschaftlichen Illustrationen von Zdeněk Burian.
Folgende prähistorische Tiere werden gezeigt: Wollhaarmammut, Megaloceros (nur Geweih), Wollnashorn, Deinotherium, Honanotherium, Smilodon, Uintatherium, Phorusrhacos, Pteranodon, Styracosaurus, Stegosaurus, Edmontosaurus (bezeichnet als Trachodon), Brontosaurus, Ceratosaurus (bezeichnet als Tyrannosaurus rex), Meganeura, zwei unbekannte Amphibien, eines davon wahrscheinlich Eryops, und Trilobit.

## Fassungen
Von dem Film wurde 1966 eine US-amerikanische Version mit dem Namen: Journey to the Beginning of Time (Reise zum Beginn der Zeit) angefertigt. Unter der Regie von Fred Ladd entstand nach dem Drehbuch von William Cayton eine zusätzliche Anfangsszene und für das Ende des Films wurde ebenfalls eine zusätzliche Szene gedreht. In diesen Szenen besuchen vier amerikanische Jungen, die ähnlich aussehen wie die originalen tschechischen Darsteller, eine Dinosaurierausstellung im American Museum of Natural History.
Die deutsche Synchronfassung bezieht sich auf die ursprüngliche tschechoslowakische Fassung. Es existiert sowohl eine ostdeutsche als auch eine westdeutsche-Synchronfassung. Die Erzählerrolle der in der Bundesrepublik veröffentlichten Fassung wurde von Jens Wawrczeck eingesprochen, in der DDR-Fassung war es der später als Theater- und Filmschauspieler sehr populäre Arno Wyzniewski. Der Film kam am 11. Dezember 1955 in die Kinos der DDR.
2004 erschien eine DVD in Japan, 2005 in Deutschland und 2007 in Spanien, wobei die japanische und die spanische Bildfassung unterschiedliche Digitalmaster haben. 2012 erschien in Tschechien eine DVD mit restauriertem Bild und Ton, von deren Master Universum-Film auch eine deutsche DVD anfertigte und mit dem Bonusfilm „Die zauberhafte Welt des Karel Zeman“ veröffentlichte.
2019 erstellten tschechische Filmrestauratoren nochmals eine digitalisierte Fassung für die Wiederveröffentlichung im Kino, diese gibt es inzwischen auch auf einer tschechischen Blu-ray Disc vom Karel-Zeman-Museum.

## Kritiken
„Mit Hilfe klassischer Effekte hat Zeman auf der Leinwand die Dinosaurier glaubwürdig zum Leben erweckt.“

„Ein netter Film für Kinder … der auf gewinnende Weise bestens als unterhaltender Unterrichtstoff eingesetzt werden kann.“

„Tricktechnisch interessante Produktion, die ihr pädagogisches Anliegen mit einer originellen und spannenden Spielhandlung verbindet.“

## Auszeichnungen
Karel Zeman erhielt für Reise in die Urzeit 1955 bei den Filmfestspielen von Venedig den Preis für den besten Kinderfilm.